# Fundació Wikimedia v. NSA
Fundació Wikimedia v. NSA és el nom de la demanda presentada per la Unió Americana per les Llibertats Civils (ACLU) en representació de la Fundació Wikimedia i altres organitzacions contra l'Agència de Seguretat Nacional (NSA), el Departament de Justícia dels Estats Units i altres individuals, al·legant vigilància massiva d'usuaris de la Viquipèdia duta a terme per la NSA. El cas denuncia que la vigilància a contracorrent atempta contra la Primera esmena de la Constitució dels Estats Units, que protegeix la llibertat d'expressió, i la Quarta esmena, que prohibeix perquisicions i cerques arbitràries.
Els demandants són els següents: la Fundació Wikimedia, Amnistia Internacional dels EUA, PEN American Center, The Nation, Human Rights Watch, l'Associació Nacional d'Advocats de Defensa Criminal, Global Fund for Women i Washington Office on Latin America.

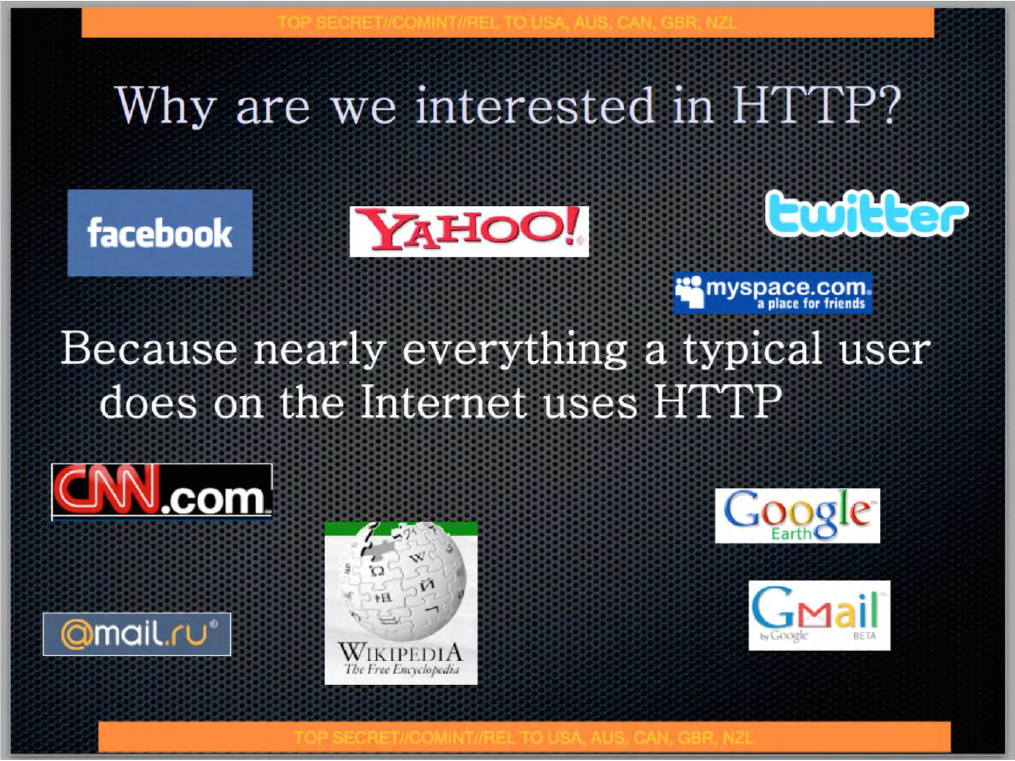
Transparència classificada de l'NSA que es refereix específicament a la Viquipèdia.

La vigilància a contracorrent fou revelada per primera vegada per Edward Snowden, un exanalista de la NSA. Una demanda anterior de l'ACLU, Clapper v. Amnistia Internacional dels EUA, no va prosperar per manca de locus standi, però Wikimedia i l'ACLU creuen que la seva nova demanda serà exitosa perquè una de les revelacions de Snowden incloïa una transparència classificada de l'NSA que es referia específicament a la Viquipèdia. L'advocat de l'ACLU Patrick Toomey denotà que la demanda és particularment rellevant, ja que els demandants processen «centenars de miliards de comunicacions internacionals cada any».